# Georg Zahler
Georg Zahler (* 1. Oktober 1879; † 30. November 1957) war ein deutscher Kommunalpolitiker der NSDAP.

## Werdegang
Zahler war von Beruf Werkmeister. Er war zunächst von 1921 bis 1923 Mitglied der NSDAP und trat 1929 erneut in die Partei ein. Im gleichen Jahr wurde er in den Stadtrat der oberbayerischen Stadt Rosenheim gewählt. 1931 gründete er die örtliche SA-Reserve. 
Unter Bürgermeister Hans Knorr war er anfangs Zweiter Bürgermeister. Als dieser im Februar 1934 in den Krankenstand trat, übernahm Zahler die Amtsgeschäfte und wurde nach Knorrs vorzeitiger Versetzung in den Ruhestand am 5. Juli 1934 zum ehrenamtlichen Ersten Bürgermeister gewählt. Im Zuge einer Verwaltungsreform erhielt er ab 1. Juni 1935 die Amtsbezeichnung Oberbürgermeister. Am 15. Februar 1938 schied er auf eigenen Wunsch aus dem Amt aus.